# Mycomya collini
Mycomya collini är en tvåvingeart som först beskrevs av Edwards 1941.  Mycomya collini ingår i släktet Mycomya och familjen svampmyggor. Enligt den finländska rödlistan är arten sårbar i Finland. Arten har ej påträffats i Sverige. Artens livsmiljö är naturlundskogar. Inga underarter finns listade i Catalogue of Life.